# المؤتمر الصهيوني الثالث

انعقد المؤتمر الصهيوني العالمي الثالث في 15-18 أغسطس 1899 في بازل بسويسرا. ترأس المؤتمر زعيم الحركة الصهيونية الدكتور بنيامين زئيف هرتزل، وحضره من بين آخرين نحمان سيركين، حاييم وايزمن ويهودا ليف موتسكين، الحاخام يهيل تشيلانوف، مناحيم أوسيشكين، البروفيسور تسفي بيلكوفسكي، الحاخام شموئيل يعقوب رابينوفيتش، د. شلومو بندرسكي، د. تسفي بروك، أفيغدور جاكوبسون، د. إسرائيل يلسكي، د. ي. بيرنشتاين كوهين.

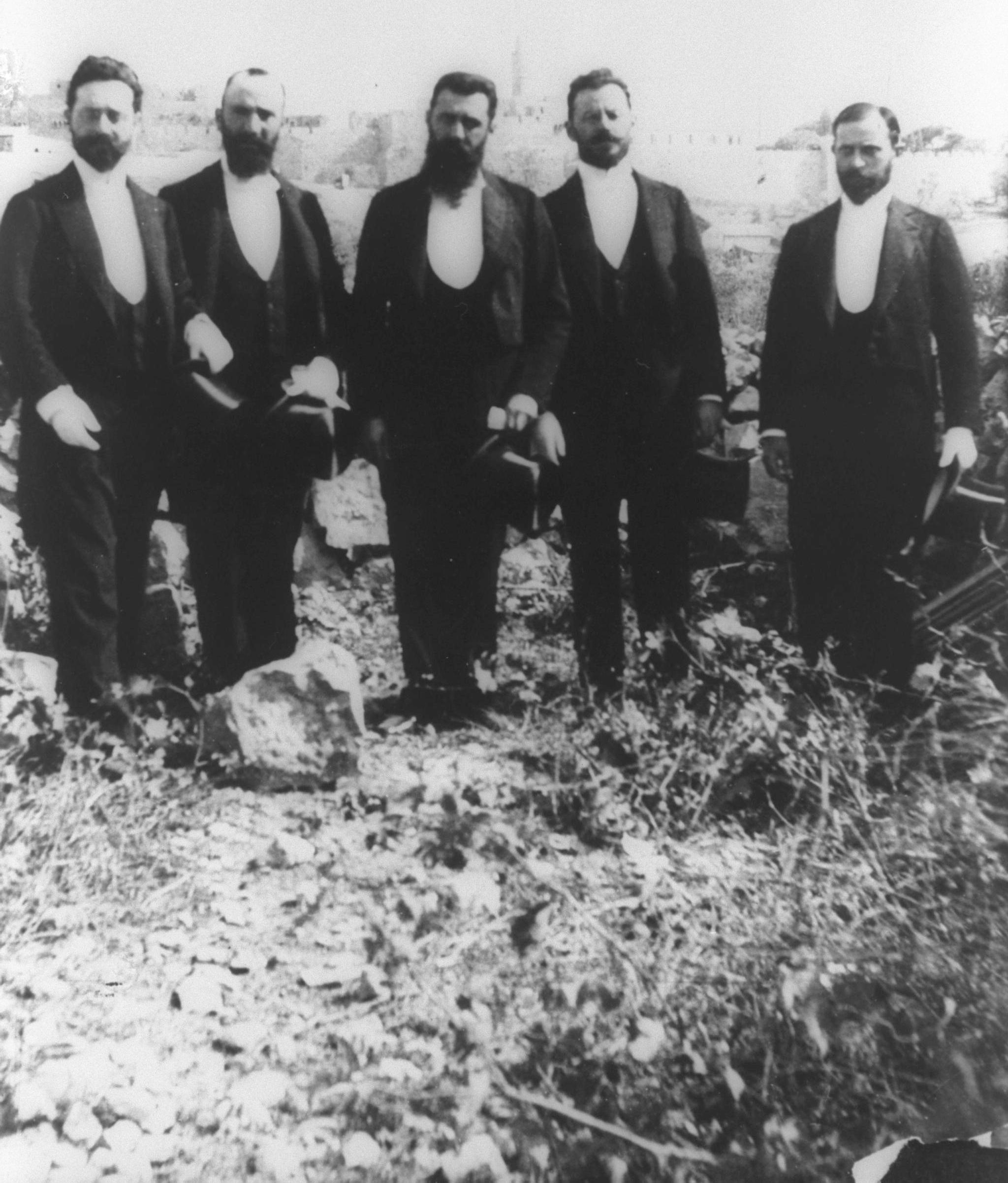
الوفد الصهيوني إلى فلسطين (من اليمين إلى اليسار: يوسف زيدنر، موشيه شنرير، بنيامين زئيف هرتزل، ديفيد ولفسون وماكس بودنهايمر)، 1898

وحتى انعقاد المؤتمر الثالث التقى وفد صهيوني برئاسة ثيودور هرتزل مع الإمبراطور الألماني فيلهلم الثاني والسلطان العثماني في إسطنبول. وتمت زيارة الوفد الصهيوني إلى أرض فلسطين. ولم تأت هذه الجهود بثمار سياسية عملية، بل كانت ذات أهمية كبيرة للمكانة الدولية للحركة الصهيونية.
ابتداء من المؤتمر الثالث، مُنحت النساء حق التصويت في المؤتمر الصهيوني العالمي.  تناولت مناقشات المؤتمر مؤسسات ومنظمات الحركة الصهيونية التي بدأ تأسيسها في المؤتمرين الأولين، ومنها:
- إعداد النظام الأساسي للمنظمة الصهيونية.
- خزينة الاستيطان اليهودي – بنك الحركة الصهيونية. وتقرر أن يتم استثمار أمواله حصرية في أرض فلسطين وسوريا.
- إنشاء الجامعة العبرية في أرض إسرائيل المنشودة (أي فلسطين).

ناقش المندوبون الكثير عن أمور الثقافة العبرية الجديدة ومكانة الديانة اليهودية في المجتمع الجديد الذي سيتم إنشاؤه في أرض فلسطين. إلا أن هرتزل أراد أن تركز مناقشات المؤتمر على إنجازات الحركة الصهيونية على الساحة السياسية بين المؤتمرات.
كان الصهاينة الروسيين هم الأكثر نشاطا في الكونغرس ومؤسساته. وأعلنوا عن حجم مساهمتهم المالية للحركة الصهيونية: "من أصل 300 ألف سهم مصرفي، جمعنا 200 ألف سهم؛ نحصي 818 جمعية في 617 مدينة مقابل 373 في العام الماضي". 

## انظر ايضا
المؤتمر الصهيوني الأول

## روابط خارجية
- معلومات عن المؤتمر الصهيوني الثالث على موقع الأرشيف الصهيوني
- تصريحات عهد هعام في المؤتمر الصهيوني الثالث، على موقع مشروع بن يهودا
- المؤتمر الصهيوني الثالث – بازل، 1899، في موقع متحف هرتزل
- المؤتمر الصهيوني الثالث – بروتوكول الاختزال [وصلة مكسورة] في الموقع السابق
- صورة المؤتمر الصهيوني الثالث [وصلة مكسورة]، على موقع بلدية هرتسليا

1. ↑  תום שגב, ימי הכלניות : ארץ ישראל בתקופת המנדט, עמ' 175-174.
2. ↑  ציטטה אצל: אריה צנציפר (רפאלי), פעמי הגאולה, תל אביב: הוצאת נ. טברסקי, 1951, עמ' 110.